# Jean Plantevin
Pour les articles homonymes, voir Plantevin.
Jean Plantevin, né le 13 mars 1913 à Orange et mort le 6 décembre 1980 à Marseille, est un militaire et résistant français, Compagnon de la Libération. 

## Biographie

### Jeunesse et formation
Fils d'un clerc d'avoué, Jean Plantevin naît le 13 mars 1913 à Orange, dans le Vaucluse. Installé en Afrique en 1933, il est agent commercial pour la Société commerciale de l'Ouest africain (SCOA) en Côte d'Ivoire.

### Seconde Guerre mondiale
Jean Plantevin se trouve en Haute-Volta au début de la Seconde Guerre mondiale. Refusant l'armistice du 22 juin 1940 et ayant pris connaissance de l'appel du général de Gaulle, il envisage de rejoindre la France libre. Il concrétise son projet le 6 juillet 1940 en s'évadant de Ouagadougou et en s'engageant dans les forces françaises libres avec lesquelles il participe au ralliement du Cameroun à la France libre en août,. Affecté au Régiment de tirailleurs du Cameroun (1er RTC), il prend part à la campagne du Gabon en novembre 1940 avant que le mois suivant son bataillon soit détaché du 1er RTC pour former le Bataillon de marche no 4 (BM4). Jean Plantevin participe à la campagne de Syrie au début de l'été 1941 puis à la fin de la campagne d'Éthiopie en novembre de la même année. Après un séjour au Liban en 1942, le BM4 est rattaché à la 1re division française libre et prend part avec elle aux derniers combats de la guerre du désert en Libye en janvier 1943. Suit la campagne de Tunisie dans laquelle Jean Plantevin s'illustre le 11 mai 1943 en prenant la place de son chef de section blessé et en menant sa section à l'assaut de positions de mitrailleuses ennemies.
Promu aspirant, il est engagé dans la campagne d'Italie au printemps 1944 et s'illustre à nouveau en prenant un objectif à la tête de sa section et en le tenant malgré la contre-attaque de blindés ennemis. Le 15 août 1944, il participe au débarquement de Provence puis à la bataille de Toulon. Il remonte ensuite la vallée du Rhône lors de la libération de la France et prend part à la bataille des Vosges. Promu sous-lieutenant, il combat lors de la bataille d'Alsace puis dans les Alpes-Maritimes à la fin de la guerre qu'il termine avec le grade de lieutenant.

### Après-Guerre
Après le conflit, Jean Plantevin retrouve son poste d'avant-guerre à la SCOA et occupe parallèlement la fonction de conseiller général de Côte d'Ivoire de 1946 à 1952. Cette année-là, il part au Cameroun puis en Centrafrique où il devient directeur de la Compagnie comemrciale Sangha-Oubangui. Par la suite Vice-président-directeur-général de la société SIMA, il s'installe à Marseille lors de son départ à la retraite en 1973. Il y est président de la section des Bouches-du-Rhône de l'Association des Français libres.
Jean Plantevin meurt le 6 décembre 1980 à Marseille. Il est inhumé dans sa ville natale.

## Décorations
|  |  |  |
|  |  |  |
|  |  |  |

| Officier de la Légion d'Honneur | Officier de la Légion d'Honneur | Officier de la Légion d'Honneur | Compagnon de la Libération Par décret du 17 novembre 1945 | Compagnon de la Libération Par décret du 17 novembre 1945 | Compagnon de la Libération Par décret du 17 novembre 1945 | Commandeur de l'Ordre national du Mérite                             | Commandeur de l'Ordre national du Mérite                             | Commandeur de l'Ordre national du Mérite                             |
| Croix de guerre 1939-1945       | Croix de guerre 1939-1945       | Croix de guerre 1939-1945       | Médaille de la Résistance française Avec rosette          | Médaille de la Résistance française Avec rosette          | Médaille de la Résistance française Avec rosette          | Croix du combattant volontaire de la Résistance                      | Croix du combattant volontaire de la Résistance                      | Croix du combattant volontaire de la Résistance                      |
| Croix du combattant             | Croix du combattant             | Croix du combattant             | Médaille coloniale                                        | Médaille coloniale                                        | Médaille coloniale                                        | Médaille commémorative des services volontaires dans la France libre | Médaille commémorative des services volontaires dans la France libre | Médaille commémorative des services volontaires dans la France libre |

## Hommages
- Dans sa ville natale d'Orange, une rue a été baptisée en son honneur[5].